# Догуш Балбај
Догуш Балбај (тур. Doğuş Balbay; Истанбул, 21. јануар 1989) турски је кошаркаш. Игра на позицији плејмејкера, а тренутно наступа за Анадолу Ефес.

## Биографија
Сениорску каријеру је почео у екипи Фенербахчеа где је дебитовао у сезони 2004/05. Провео је и наредну 2005/06. сезону у овом клубу након чега је отишао у Сједињене Америчке Државе. Тамо је похађао средњу школу а након тога играо и колеџ кошарку на Универзитету Тексас од 2008. до 2011. године. Након што није изабран на НБА драфту 2011. године враћа се у турску кошарку и потписује за Анадолу Ефес. Са Ефесом је освојио Евролигу у сезони 2020/21, два пута је био првак Турске а поред тога има освојена и два Купа и три Суперкупа Турске.
Са сениорском репрезентацијом Турске је играо на два Европска првенства – 2013. и 2017. године, као и на Светском првенству 2019. године.

## Успеси

### Клупски
- Анадолу Ефес:
  - Евролига (2): 2020/21, 2021/22.
  - Првенство Турске (2): 2018/19, 2020/21.
  - Куп Турске (3): 2015, 2018, 2022.
  - Суперкуп Турске (3): 2015, 2018, 2019.

### Репрезентативни
- Европско првенство до 16 година:  2005.
- Медитеранске игре:  2013.